# Pluviasilva mexicana
Pluviasilva mexicana är en insektsart som beskrevs av Naskrecki 2000. Pluviasilva mexicana ingår i släktet Pluviasilva och familjen vårtbitare. Inga underarter finns listade i Catalogue of Life.